# Qualificazioni al campionato mondiale di calcio 2014 - CONCACAF - Seconda fase, gruppo C

## Classifica
| Squadra   | PT | G | V | N | P | F  | S  | DR  |
| --------- | -- | - | - | - | - | -- | -- | --- |
| Panama    | 12 | 4 | 4 | 0 | 0 | 16 | 2  | +13 |
| Nicaragua | 6  | 4 | 2 | 0 | 2 | 5  | 7  | -2  |
| Dominica  | 0  | 4 | 0 | 0 | 4 | 0  | 12 | -12 |

## Risultati
| Arbitro: | Valdin Legister |

|  |           |                          |
|  | Marcatori | 1’ Leguías 36’ Rodríguez |

| Arbitro: | Óscar Reyna |

|                   |           |                     |
| Torres 18’ (aut.) | Marcatori | 7’ Tejada 50’ Pérez |

| Arbitro: | Enrico Wijngaarde |

|  |           |                                                   |
|  | Marcatori | 26’, 88’ Waithe 34’ Tejada 55’ Pérez 62’ Buitrago |

| Arbitro: | Edenilson Ventura |

|                                     |           |           |
| Tejada 29’, 64’ Pérez 49’, 52’, 87’ | Marcatori | 89’ Reyes |

| Arbitro: | Hugo Cruz Alvarado |

|             |           |  |
| Leguías 57’ | Marcatori |  |

| Arbitro: | Terry Vaughn |

|                                     |           |  |
| Blackburn 7’ Buitrago 21’ Pérez 84’ | Marcatori |  |